# Ophiomisidium tommasii
Ophiomisidium tommasii är en ormstjärneart som beskrevs av Borges et al. 2006. Ophiomisidium tommasii ingår i släktet Ophiomisidium och familjen fransormstjärnor. Inga underarter finns listade i Catalogue of Life.